# Цзягувэнь

Надписи на гадальных костях периода Шан-Инь

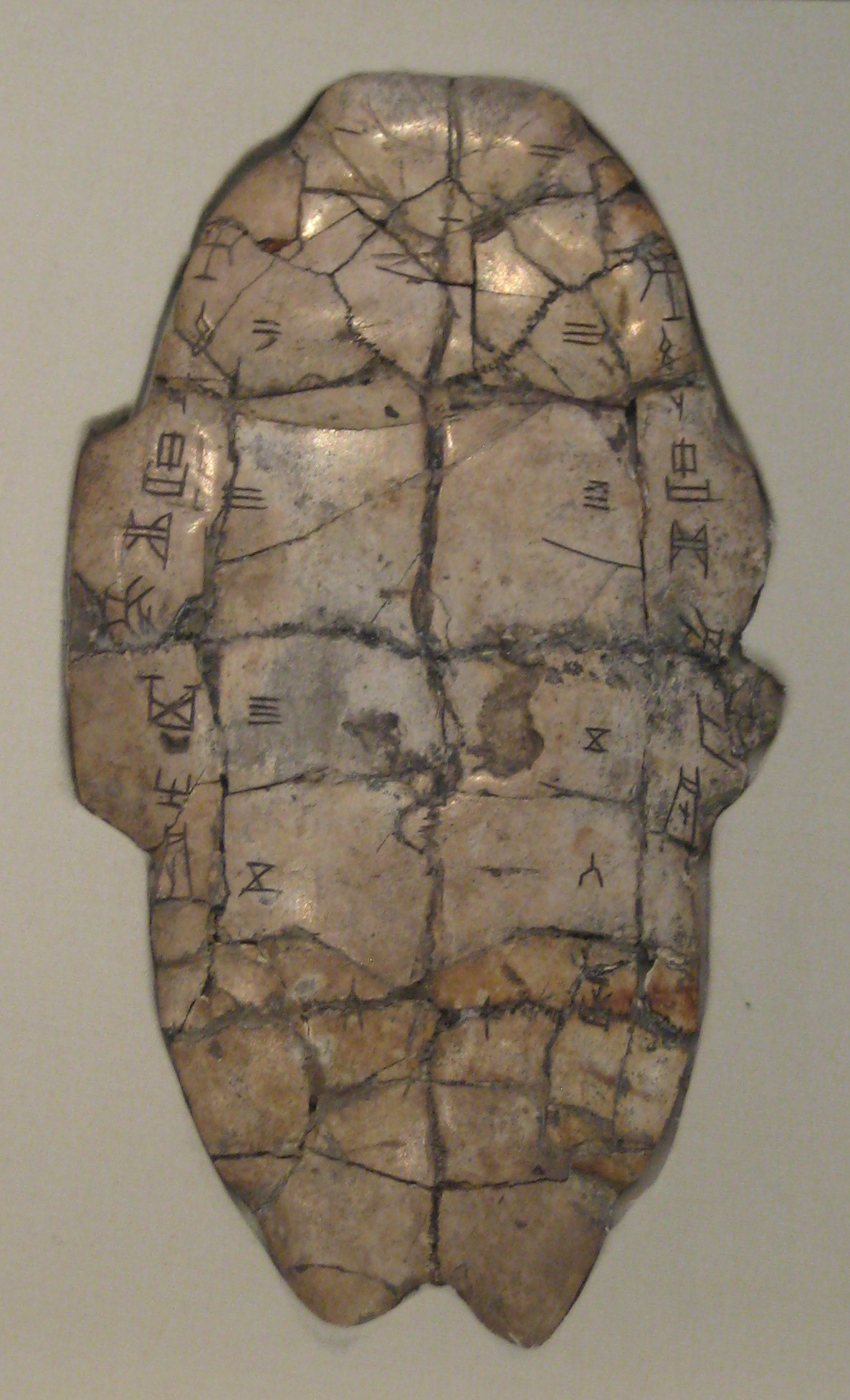
Надпись на панцире черепахи

Цзягувэнь (кит. 甲骨文, пиньинь jiǎgǔwén) — иероглифические надписи на панцирях черепах, лопатках баранов и быков, фиксирующие результаты гаданий. Считаются древнейшими образцами китайской письменности, относятся к XIV—XI векам до н. э., то есть ко второй половине эпохи Шан.

## Изучение
Первые гадательные надписи были обнаружены в 1899 году китайскими учеными Лю Теюнем и Ван Ижуном (по другим данным, в 1899 году обнаружены Ван Ижуном, а в 1903 году впервые описаны Лю Теюнем) в районе поселка Сяотунь (кит. 小屯), г. Аньян, провинция Хэнань, где находятся развалины древней столицы Инь династии Шан позднего периода (1300—1046 гг. до н. э.), перенесённой сюда Пань Гэном. Когда в 1914 году Ван Говэй выявил в цзягувэнях имена правителей этой династии, упоминавшиеся в других текстах, стала возможной датировка надписей. Он же с Ло Чжэньюем впервые систематизировал гадательные надписи, заложив основы изучающей их ветви филологии.

## Классификация
Существует несколько классификаций для надписей на гадательных костях.
| Дун Цзобинь                         | Чэнь Мэнцзя                                             | Ли Сюэцинь                                          | % надписей |
| ----------------------------------- | ------------------------------------------------------- | --------------------------------------------------- | ---------- |
| Первый период (У Дин)               | группа Бинь (賓組), царь У Дин                          | группа Бинь (賓組)                                  | 57％       |
| Второй период (Цзу Гэн и Цзу Цзя)   | группа Чу (出組), цари Цзу Гэн и Цзу Цзя                | группа Чу (出組)                                    | 11％       |
| Третий период (Линь Синь и Кан Дин) | царь Кан Дин, группа Хэ (何組), царь Линь Синь          | безымянная группа (無名組), группа Хэ (何組)        | 12％       |
| Четвёртый период (У И и Вэнь Дин)   | группа Цзы (子組), группа У (武組), цари У И и Вэнь Дин | группа Хэ (何組), группа У (武組), группа Ли (歷組) | 8％        |
| Пятый период (Ди И и Ди Синь)       | цари Ди И и Ди Синь                                     | группа Хуан (黃組)                                  | 10％       |

## Структура
Структура надписей практически не претерпела изменений на протяжении всех периодов. Они включали дату, имя гадателя, вопрос, ответ и отметку об исполнении. Существенному изменению подвергся, однако, каллиграфический стиль: от крупных грубоватых иероглифов раннего периода до мельчайших, едва различимых глазом, эпохи Западной Чжоу.
Всего известно около 5000 различных иероглифов-цзягувэнь. Около 1500 из них отождествлены с современными иероглифами. Остальные (преимущественно личные имена и географические названия) или уникальны и характерны только для периода Шан, или не расшифрованы.
В 1991 году к востоку от Хуаюань-чжуан (кит. трад.  花園莊, упр.  花园庄), неподалёку от основного участка раскопок, были открыты ещё более 500 панцирей с надписями. Ценность находки в том, что вся подборка повествует о гадании, санкционированном не главой династии, а одним из принцев: это существенно дополняет картину шанского культа, известную ранее. Доклад о находке был опубликован в 2003 году.